# Kaunitz (Adelsgeschlecht)

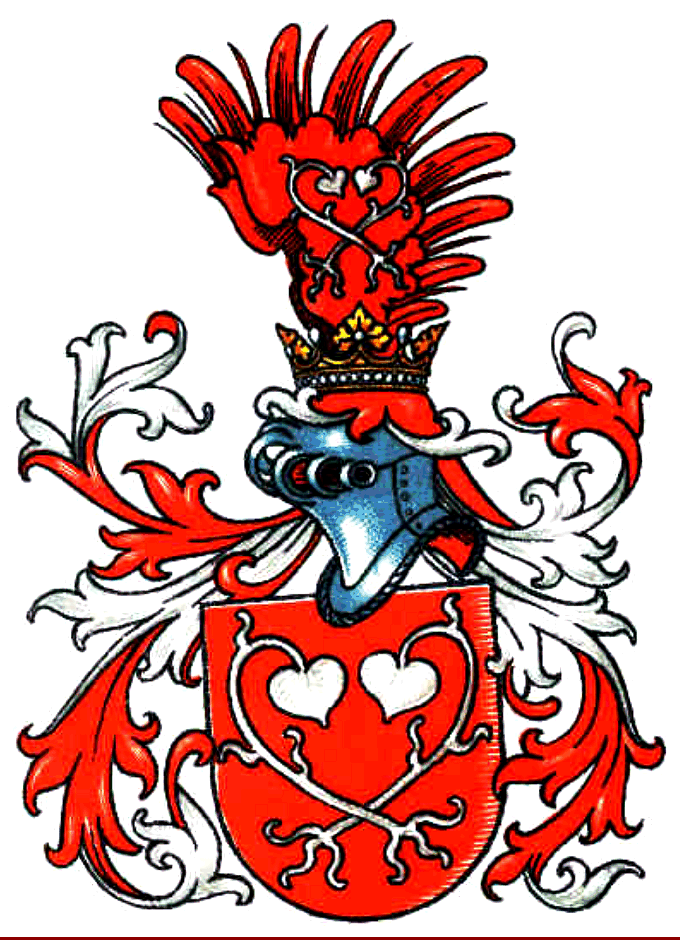
Gemeinsames Stammwappen der Kaunitz und der Stosch

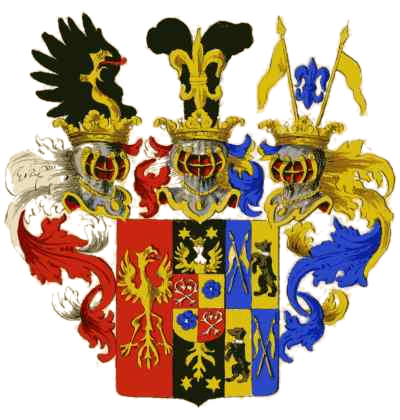
Wappen der Familie von Kaunitz-Rietberg ab 1699. Das Kaunitzer Stammwappen ist das Herzschild in der Mitte.

Das Geschlecht von Kaunitz (tschechisch z Kounic) war ein altes böhmisches Adelsgeschlecht, welches dem Gesamthaus Kaunitz angehörte, da es seinem Stammwappen mit den gekreuzten Seerosenstengeln zufolge gleicher Herkunft mit den schlesischen Stosch sowie den böhmischen Augezdecz, den Martinic, den Talmberg, den Richnowsky von Reichenau und den Černčický von Kácov ist. Der gemeinsame Vorfahre soll auf die Werschowitz (Vrsovci, Wrschowetze auf Vrsovice bei Laun an der Eger), vermutlich einen Zweig der Přemysliden, zurückgehen.
Die urkundliche Stammreihe derer von Kaunitz beginnt mit Zawiss von Augezdecz und Kunicz, 1327–1333 Oberstkämmerer im Königreich Böhmen, einem Sohn des Hroznata von Husicz, Burggraf von Prag, verehelicht mit einer Tochter des Zawiss von Krumlov aus dem Hause der Witigonen.
Die Familie wurde im 14. und 15. Jahrhundert auch als Herren in Troppau schriftlich erwähnt, die sich in zwei Zweige teilten: Stošové z Kounic und Šiškové z Kounic. Der Hauptstamm verzweigte sich in die Linie der Grafen und Fürsten von Kaunitz-Rietberg und Kaunitz-Rietberg-Questenberg. Mit dem Erbe der reichsunmittelbaren Grafschaft Rietberg 1699 bzw. 1726 stieg die Familie in den Hochadel auf.

## Genealogie
Der Urahne des Geschlechts soll nach unbekannter Quelle ein Wenzel von Kaunitz (Kunicz) (1380–1428) sein, der bei Schlapanitz fiel. Seine Enkel Ulrich, Peter und Johann erwarben um 1519 die Herrschaft Schlakau.
Ein Ulrich lebte von 1546 bis 1570, sein Sohn Ulrich (1569–1617) hielt Schloss Austerlitz in der zweiten Hälfte des 16. Jahrhunderts. Aus den Ehen mit Apollonia von Waldstein und Lidmila Roupovská von Roupov gingen je zwei Söhne hervor. Vom Älteren, Friedrich, stammte die böhmische Nachkommenschaft ab, vom Jüngeren, Leo Wilhelm, die mährische Linie.
Wenzel (1380–1428) ⚭ Agnes von Mansfeld (* 1396)
- Georg (1424–1481) ⚭ Barbara Brtnicka von Waldstein (* 1438)
  - Ulrich (1470–1519) ⚭ Katharina von Rican (* 1490)
    - Peter (1517–1560) ⚭ 1545 Dorota Geraltowska (polnisch Gierałtowska) alias Saszowska von Geraltowitz (Gierałtowice), aus dem schlesischen Uradelsgeschlecht Haus Saszowski (* 1522)
      - Ulrich (1546–1570) ⚭ Anezka Cernohorska von Boskovic (* 1547)
        - Ulrich (1569–1617) ⚭ (1) 1590 Apollonia von Waldstein (1565–1597), ⚭ (2) 1598 Lidmila Roupovská von Roupov (1576–1626)
          - (1) Friedrich (1597–1627) ⚭ 1627 Marie Eusebie Sezimova (* 1604) → Böhmische Linie
          - (2) Leo Willem (1614–1655/65) v(1) Maria Eusebia von Sesyma und ⚭ (2) 1646 Eleonore von Dietrichstein (1623–1687) → Mährische Linie

### Mährische Linie

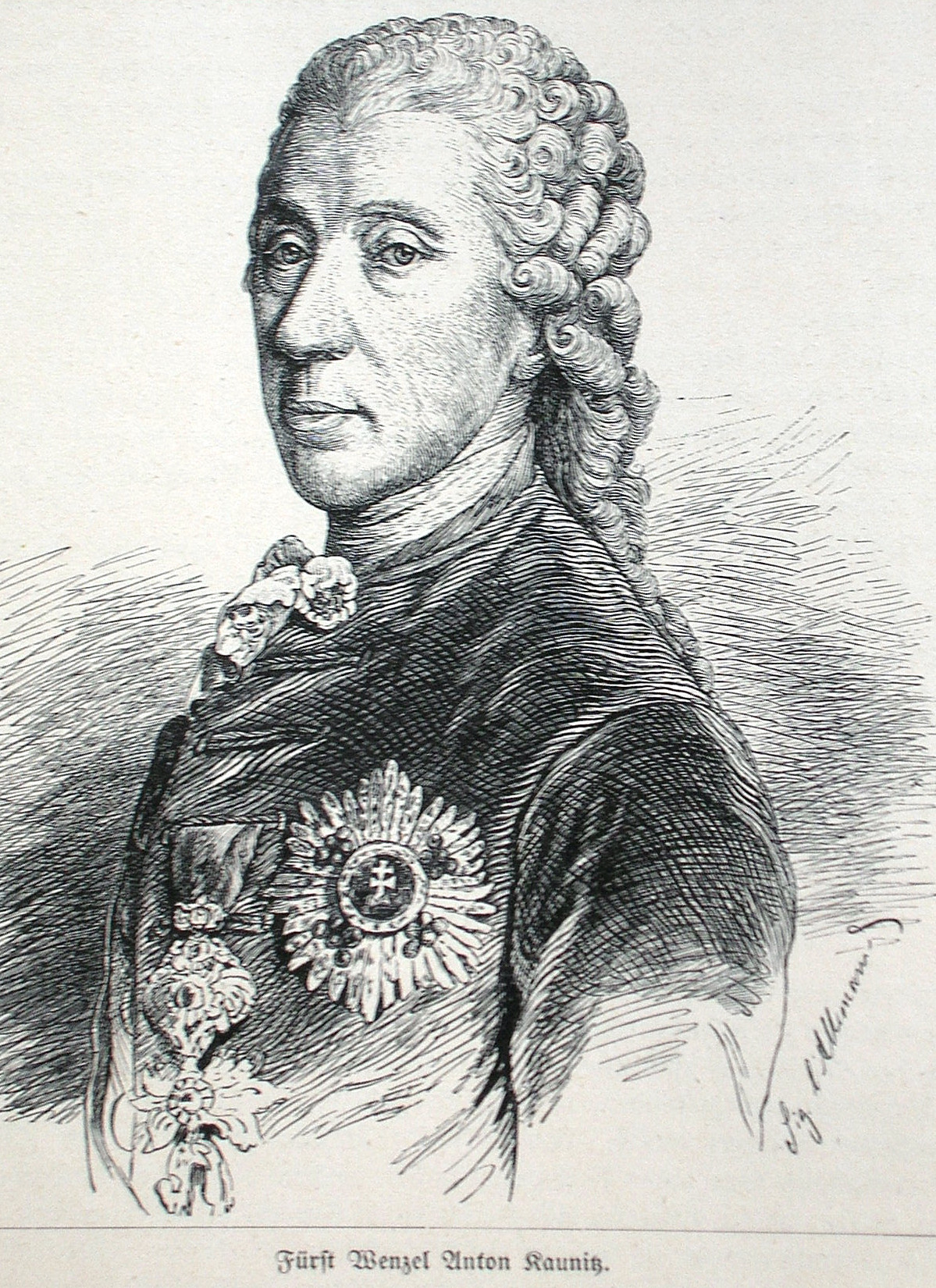
Wenzel Anton Graf Kaunitz war österreichischer Staatsmann und Diplomat.

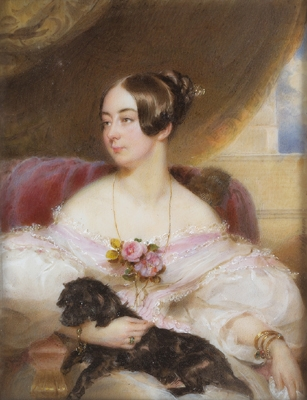
Bildnis der Gräfin Ferdinandine Karolyi, geb. Prinzessin Kaunitz-Rietberg, um 1840. Gemälde von Moritz Daffinger

- Leo Wilhelm (1614–1655), stammte aus der Ehe des Ulrich von Kaunitz und seiner Frau Lidmila von Roupov, einer Tochter von Wenzel Wilhelm von Roupov. Am 12. Juni 1642 wurde er zum Reichsgrafen ernannt. Gleichzeitig erhielt er die Erlaubnis, als Erbe der Herren von Alttabor deren Symbol in sein Wappen aufzunehmen. Nach dem Tode seiner ersten Frau Maria Eusebia von Sesyma war er in 2. Ehe verheiratet mit Eleonore von Dietrichstein (1623–1687).
  - Dominik Andreas I. von Kaunitz (1654–1705) ⚭ 1675 Marie Eleonore von Sternberg (1657–1706)
    - Maximilian Ulrich (1679–1746), war kaiserlicher Geheimrat, Ritter des Orden vom Goldenen Vlies und Landeshauptmann in Mähren, ⚭ 1699 die Tochter des 1690 verstorbenen Grafen Ferdinand Max von Ostfriesland und Rietberg, Gräfin Maria Ernestine Franziska (1686–1758). Der Erbschaftsstreit um diese westfälische Grafschaft mit dem Hause Liechtenstein wurde 1726 durch Vergleich dahin beigelegt, dass Rietberg der Gräfin Maria und ihren männlichen Nachkommen verbleiben, aber nach Erlöschen des kaunitz-rietbergischen Mannesstamms das Haus Liechtenstein zur Nachfolge kommen sollte.
      - Wenzel Anton Graf Kaunitz (1711–1794) ⚭ 1736 Maria Ernestine Gräfin von Starhemberg (1717–1749). Für die Verdienste, die er Maria Theresia als österreichischer Staats- und Conferenzminister geleistet hatte, wurde er nach dem Ende des Siebenjährigen Krieges am 8. April 1764 mit seinen männlichen Leibeserben nach dem Recht der Erstgeburt in den Reichsfürstenstand erhoben.
        - Fürst Ernst Christoph (1737–1797) ⚭ Leopoldine von Öttingen-Spielberg (1741–1795). Sein Vater vertraute ihm früh die Verwaltung des Familienvermögens in Mähren an. Er war zugleich Treuhänder seiner Brüder. Genauso wie sein Großvater war er Träger des Goldenen Vlieses. Als höchster Hofmarschall nahm er als Botschafter in Neapel an der Wahl des Papstes Clemens XIV. teil.
          - Maria Eleonora (1775–1825) ⚭ 1795 Klemens Wenzel Lothar von Metternich-Winneburg (1773–1859).

        - Dominik Andreas (1739–1812) ⚭ 1762 Bernardine von Plettenberg-Wittem (1743–1779). Er wurde vom Grafen Johann Adam von Questenberg († 1752), einem Schwager Anton Wenzels, zum Erben seines Besitzes und seiner Würden eingesetzt und nahm auf Veranlassung seiner Tante Maria Antonia, der Witwe des letzten böhmischen Questenberg mit Genehmigung der Kaiserin den Titel „Graf von Questenberg“ an und nannte sich seither Graf von Kaunitz-Rietberg-Questenberg und residierte zum Teil auch in Jarmeritz, bis er 1797 seinem Bruder in der Regierung als dritter Fürst folgte.
          - Aloys Wenzel Dominik (1774–1848) folgte seinem Vater als Fürst; in kaiserlichem Dienst stieg er bis zum Reichsvicekanzler auf. Er heiratete 1798 Franziska Xaverie Gräfin Ungnad von Weissenwolf (1773–1859) und hatte mit dieser vier Töchter
            - Karoline Leopoldine Johanna (1801–1875), verheiratet 1831 mit Reichsgraf Anton Gundaccar von Starhemberg (1776–1842) und 1860 mit Peter von Arenberg (1790–1877).
            - Leopoldine Dominika Karoline (1803–1888), ⚭ 1820 Anton Karl [Antal Karoly] Fürst Pálffy von Erdöd (1793–1879).
            - Ferdinande Karoline Luise (1805–1862), ⚭ 1822 den Grafen Ludwig (Lajos) Graf Karoly (1799–1863).

        - Franz Wenzel (1742–1825) nahm militärischen Dienst an und stieg bis zum Rang des Feldzeugmeisters auf.

Mit dem Tod von Aloys Wenzel Fürst von Kaunitz-Rietberg-Questenberg erlosch die mährische Linie 1848 im Mannesstamm. Was der verschwenderische Fürst nicht zu Lebzeiten verkaufen musste, fiel an Reichsgraf Albrecht von Kaunitz (1829–1897) aus der böhmischen Linie.
Nach dem Aussterben der Kaunitz im Mannesstamm erlangte 1898 Rudolf Christian Graf Wrbna und Freudenthal († 1927) für sich und seine Nachfolger als Inhaber des Kaunitz’schen Fideikommisses eine Namens- und Wappenvereinigung als „Wrbna-Kaunitz-Rietberg-Questenberg und Freudenthal“.

#### Besitzungen
Außer der reichsunmittelbaren, westfälischen Grafschaft Rietberg besaß das fürstliche Haus Kaunitz-Rietberg in Böhmen und Mähren die Fideicommiss-Herrschaften und Güter Austerlitz, Ungarisch Brod, Groß-Orczechau, Mährisch-Pruß, Jarmeritz, Banow, Bauschitz, Kojetein und Jakobau.

### Böhmische Linie

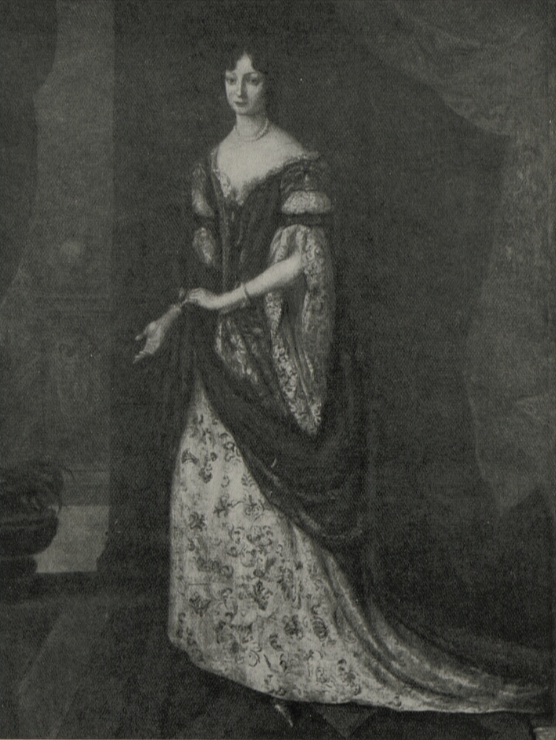
Maria Elisabeth Gräfin Kaunitz, geb. Herzogin von Waldstein (1625–62), einziges Kind des Feldherren Wallenstein, hatte das meiste Erbe nach seiner Ermordung und Enteignung aber verloren.

- Friedrich (1597–1627) ⚭ 1627 Marie Eusebie Sezimova (* 1604)
  - Rudolph von Kaunitz (1628–1664), Oberstjägermeister in Königreich Böhmen ⚭ 1645 Maria Elisabeth von Waldstein (einziges Kind des bekannten Feldherren im Dreißigjährigen Krieg, Wallenstein); er hatte den Bruder Leo Wilhelm von Sezima-Austy, Graf von Kaunitz, Freiherr von Austy aus Austerlitz (* 16. Januar 1614; † 31. Oktober 1655 in Brünn).
    - Johann Wilhelm (* 1650/56; † 20. März 1721), ⚭ Maria Anna von Sternberg (1662–1724).
      - Johann Adolf Graf von Kaunitz (1696–1771), Kreishauptmann von Beraun und Leitmeritz, Ritter des Wenzelsorden ⚭ 1739 Marie Theresia Gräfin von Ogilvy (1718–1775), aus einem Hochadelsgeschlecht in Schottland
        - Michael Karl (1745–1820), Appellationsrat, ⚭ 1769 Marie Christine von Salm-Reifferscheid-Hainspach (1751–1820)
          - Vincent Karl (1774–1829), ⚭ 1801 Pauline Julie de Longueval Gräfin von Bucquoy (1780–1857)
            - Michael Karl (* 1803; † 10. April 1852), ⚭ 1828 Eleonora Woracziczky von Pabienitz (tschechisch Voračická z Paběnic) (* 1809; † 10. Januar 1898), eine tschechische Patriotin, die in ihren jungen Jahren mit Josef Dobrovský, František Palacký und Pavel Jozef Šafárik in Verbindung stand. Nach dem Tod ihres Mannes sorgte sie sich um die Erziehung ihrer 10 Kinder.
              - Albrecht (1829–1897), kaiserlicher Kämmerer, Ehrenritter des Malteser Orden und Erbmitglied des Herrenstandes, ⚭ 1854 Elisabeth von Thun und Hohenstein (1831–1910).
                - Marie (* 28. März 1855; † 18. Januar 1918), ⚭ 1877 Egon Karl zu Hohenlohe-Waldenburg-Schillingsfürst (1853–1896).
                - Wilhelm Michael (1859–1860)
                - Karl Wilhelm(1861–1888)
                - Eleonora (1862–1936/38), ⚭ 1882 Géza Andràssy (1856/57–1938)

              - Christina (1830–1875)
              - Rudolf (1831–1889)
              - Heinrich (1832–1912), ⚭ 1869 Wilhelmine Widtmann (1842–1914)
              - Ferdinand (* 27. Dezember 1833; † 21. Mai 1885)
                - Franz (1880–1928)
                  - Nachfahren

                - Georg (1884–1942)
                  - Nachfahren

              - Georg (1835–1909), ⚭ 1887 Zdenka von Wimmer (1841–1923)
              - Elisabeth (1836–1903)
              - Emanuel (1839–1859)
              - Eugen (1841–1919) ⚭ 1871 Anna Fenzl (1848–1909)
              - Wenzel Robert von Kaunitz (1848–1913), ⚭ 1877 Josefina Čermáková (1849–1895) und 1908 Josefina Horová (1881–1961)

#### Besitzungen
Burg Houska, Neuschloß, Osov, Slavkov u Brna (Austerlitz), Ungarisch Brod, Otschehau, Kojetein, Priesen